# Jesús Izcaray
Justo Jesús Izcaray Cebriano (Béjar, 14 de diciembre de 1908-Madrid, 10 de enero de 1980) fue un periodista y escritor español. En 1938 obtuvo el Premio Nacional de Literatura en la España republicana por Madrid es nuestro, volumen en el que se recopilaban sus crónicas sobre la defensa de Madrid junto a las de los periodistas Clemente Cimorra, Mariano Perla y Eduardo de Ontañón. 

## Trayectoria

### Infancia y formación
Hijo de Petra Isidora Izcaray Cebriano (Béjar, 27 de abril de 1885-18 de septiembre de 1959), soltera, y de padre desconocido, fue bautizado en la parroquia de San Juan Bautista con los nombres de Justo Jesús, e inscrito con los dos apellidos de la madre. Aprendió las primeras letras en el colegio de los Salesianos, en Béjar, y fue criado por la tía Carola, Gregoria Carolina Izcaray Izquierdo (Béjar, 12 de marzo de 1848-Burgos, 10 de febrero de 1922), en la Fonda del Comercio, entonces sita en la calle Sánchez Ocaña 24-26, heredada de su difunto esposo, Ignacio Rodríguez.
Las dificultades familiares y sociales en el Béjar de principios del siglo XX empujaron a la tía Carola, y a las sobrinas que había acogido en su fonda, a trasladar el negocio a Madrid en 1915. Volvieron en la primavera de 1916 para llevarse a Jesús con ellas. Había cumplido siete años, y vivió en Madrid los tres siguientes, conociendo el hambre y la miseria en los reiterados intentos por salvar una casa de huéspedes que fracasaba allá donde se mudaban. Los diversos emplazamientos constituyeron para aquel niño plataformas de aprendizaje, los cimientos de su vida futura. Desde las calles de San Bernardo, Fuencarral y Monteleón gozó la alegría de los juegos infantiles, la vistosidad de los desfiles militares en la Plaza de Oriente, las películas en cines de barrio, los cuadros en el Museo del Prado, la música de orquestinas en los cafés, los dulces del horno de San Onofre, las razones para las manifestaciones obreras y las golferías de pandilla en el barrio de Malasaña.
La familia Izcaray determinó finalmente marcharse a Burgos, donde se emplearon en la fábrica de naipes de Antonio Moliner.
Jesús tomó su primera comunión en la iglesia burgalesa de San Lesmes Abad el 13 de mayo de 1920. Al abandonar el colegio Marista burgalés, sus tíos le buscaron unas clases particulares, y ya como adolescente inició su autoformación con literatura clásica española. 
Tras la muerte de su tía Carola y un devastador incendio en el edificio de la empresa naipera, ocurrido el 19 de diciembre de 1922, se trasladó con sus tíos Carmen García Izcaray y Francisco Cameno a Barcelona. Dados sus desencuentros ideológicos con su tío, Jesús solicitó plaza como voluntario para cumplir con el servicio militar en el Regimiento de Infantería León, núm. 38, ubicado en la plaza de San Francisco el Grande, de Madrid. 

### En el Madrid de los años treinta
Izcaray regresó a la capital de España en 1929 empeñado en iniciar su carrera de escritor. Primero entró como meritorio en El Imparcial ―que abandonará dos años más tarde en desacuerdo con la política del periódico respecto al Estatuto de Cataluña―, y luego colaboró esporádicamente en el suplemento literario semanal «Los Lunes de El Imparcial». El trabajo de reportero lo puso en contacto con la realidad sociopolítica del momento, y sus lecturas de Lenin orientaron definitivamente sus ideas. Acabó alineándose entre los jóvenes socialistas del ala izquierda.
Su actividad periodística se moldeó en las redacciones de diversos diarios madrileños. Para la página teatral de La Voz entrevistó, entre otros, a Azaña, a Celia Gámez, a Amadeo Vives. Para el Heraldo de Madrid escribió reportajes sobre las vedettes y las revistas en el Reina Victoria, el Nuevo Romea, el Eslava, el Fuencarral, el Pavón o el Maravillas. En la sección de teatro que llevaba Juan Chabás en Luz publicó sus conversaciones con Pedro Muñoz Seca, con Eduardo Marquina, con Rafael Alberti, con Margarita Xirgu, con Ramón Gómez de la Serna y muchas voces más que coincidían en reclamar la renovación del teatro español. Pasó brevemente por Diario de Madrid, antes de que Manuel Chaves Nogales le ofreciera incorporarse, en febrero de 1935, a la plantilla del diario gráfico Ahora. Para entonces Jesús Izcaray ya había escrito, conjuntamente con el mirobrigense Nicolás Escanilla, su primer libro, El socialismo español después de octubre (Posición de líderes y masas). En 1936 comenzó a colaborar esporádicamente en la revista Estampa.  

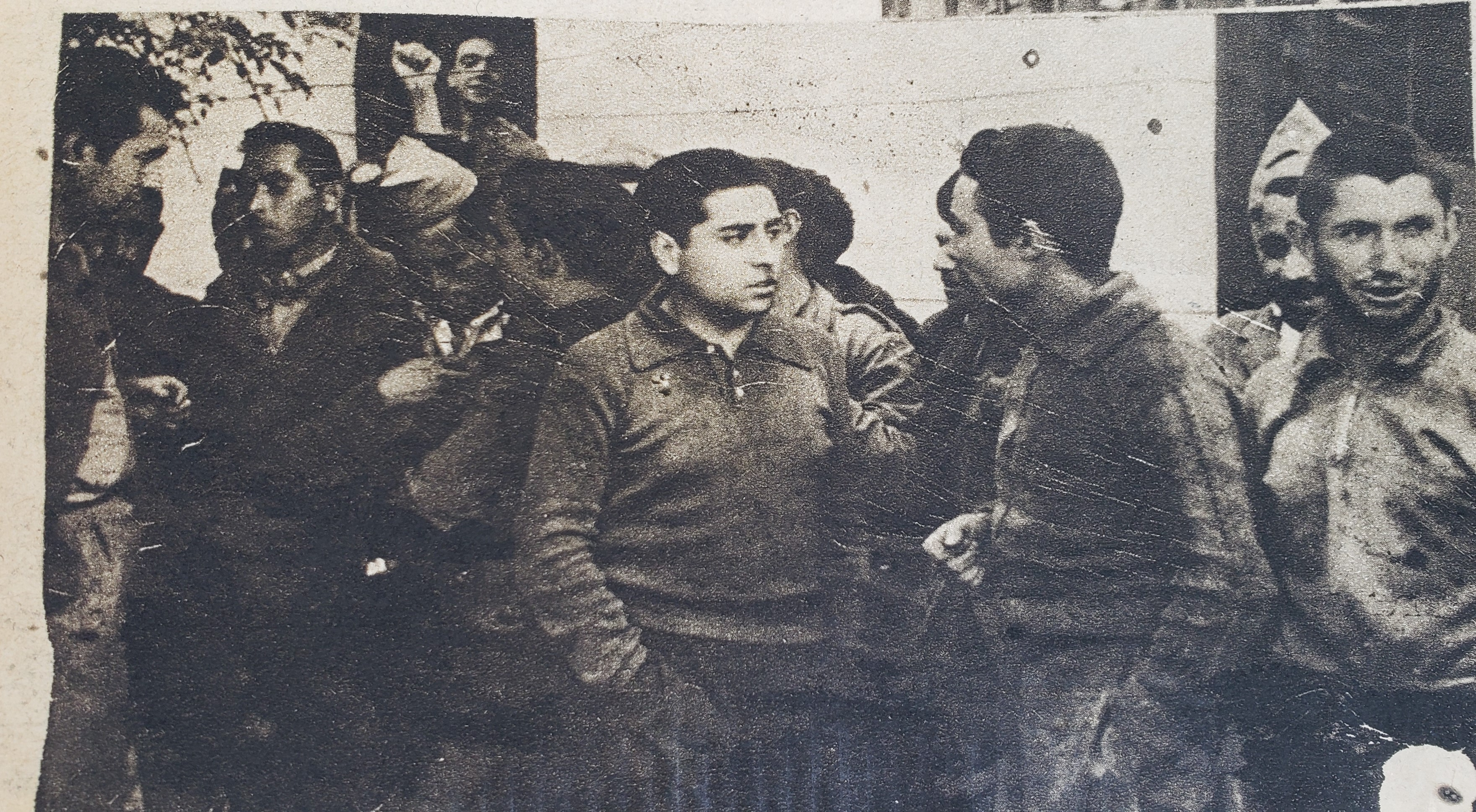
Jesús Izcaray habla con otros milicianos. Foto de Mayo, publicada en Estampa el 19 de junio de 1937, p. 10.

Después de participar en el asalto al cuartel de la Montaña, soldado y periodista durante la guerra civil española de 1936-1939, fue mandando sus crónicas desde diversos frentes y no sólo a Ahora y a Estampa. A finales de 1936, empezó a escribir para Mundo Obrero y Frente Rojo, las publicaciones del Partido Comunista de España, al que se afilió en diciembre de ese mismo año.

### Al final de la guerra civil española, elexilioenMéxico
Cuando el Gobierno de la Segunda República española se trasladó a Valencia, Izcaray aceptó dejar Madrid; el 6 de noviembre de 1936, en el coche de su periódico, junto a Manuel Chaves Nogales, Paulino Masip, Manuel D. Benavides y Clemente Cimorra. Sin embargo, pensando en los milicianos con los que había combatido, se resolvió a regresar para defender la capital. Cimorra lo acompañó.
Enviado a Barcelona en 1938 como subdirector de Frente Rojo, el bejarano permanecerá en la ciudad condal hasta su salida al exilio el 9 de febrero de 1939, por Portbou (Gerona), junto al coronel Juan Guilloto León, «Modesto», y Wenceslao Roces.

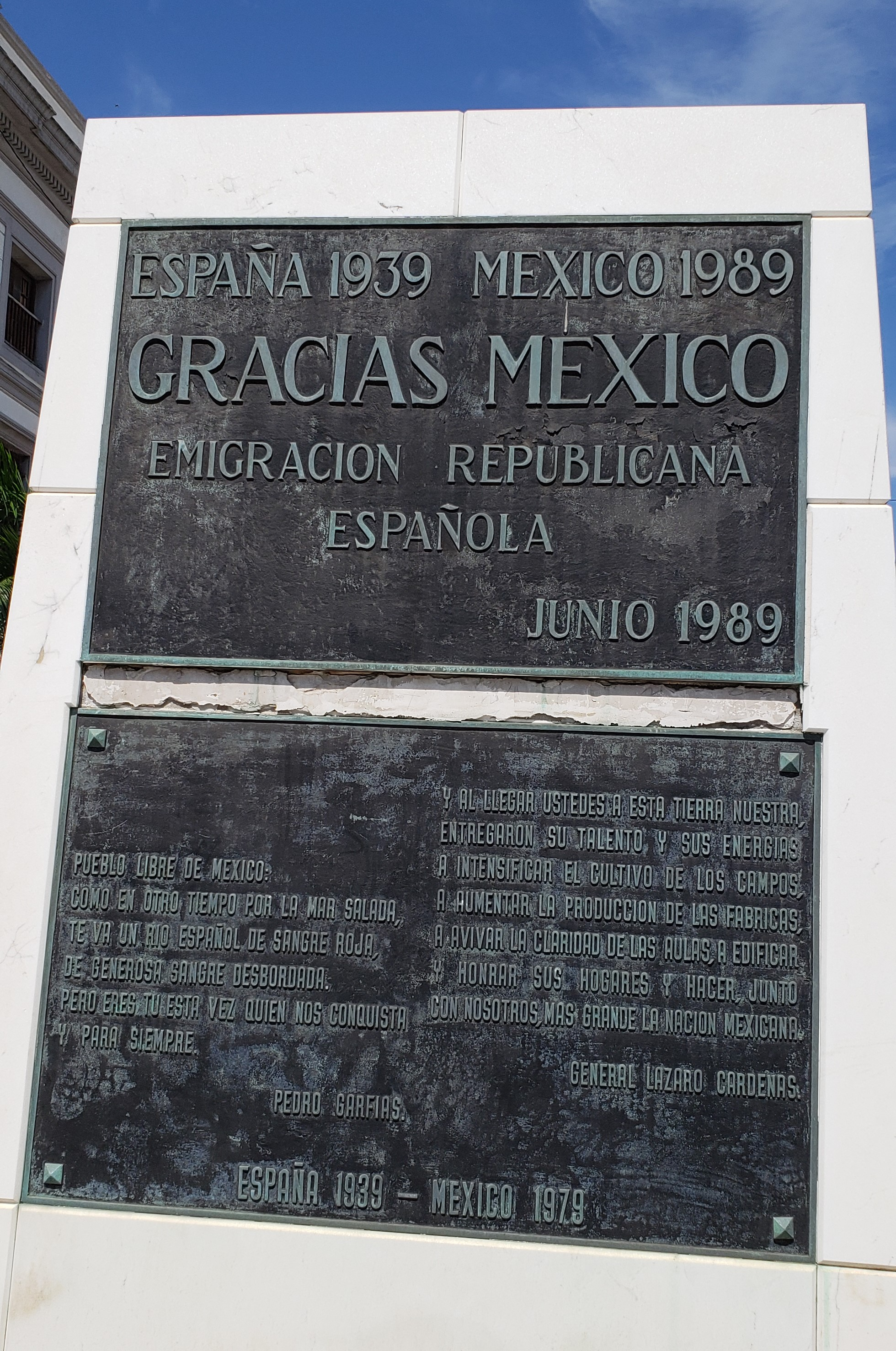
Placas conmemorativas de la llegada del vapor Sinaia con exiliados republicanos españoles al puerto mexicano de Veracruz, en junio de 1939. (Foto tomada el 8 de septiembre de 2023).

Después de unos pocos meses en el campo de concentración de Argelès-sur-Mer, y acogiéndose a la generosa apertura del presidente mexicano Lázaro Cárdenas hacia los exilados republicanos españoles, Izcaray zarpó de Sète (Francia) en el vapor Siania el 25 de mayo. Desembarcó en el puerto mexicano de Veracruz el 13 de junio de 1939, junto con su esposa Elena Caamaño Cimadevila. El matrimonio se instaló en Ciudad de México y, hasta que hallaran trabajo, quedaron supeditados al apoyo de su propio partido y a la ayuda económica del Servicio de Evacuación de Refugiados Españoles (SERE), presidido por Juan Negrín, o la Junta de Auxilio a los Republicanos Españoles (JARE), de Indalecio Prieto, a través del Comité Técnico de Ayuda a los Refugiados Españoles en México (CTAREM).  
En Ciudad de México, el periodista español contribuyó a la fundación de España Popular. Semanario al servicio del pueblo español, aparecido el 18 de febrero de 1940. En su primera cabecera figuraban José Renau, como director propietario, y J. Izcaray, como redactor jefe. 
Su actividad en México fue abundante, sin firmar muchos de sus trabajos. Así ocurre con los guiones cinematográficos que escribió con Alfonso Lapeña, una adaptación de la novela Divorciadas, de la autora mexicana, Julia Guzmán, o la comedia musical titulada Tarde de lluvia, una biografía de Rossini que no llegó a prosperar. Además de ocuparse de España Popular, enviaba artículos a la revista Estampa ―editada por el periódico de la capital mexicana, Excélsior―, y emprendió la elaboración de una biografía del maestro Agustín Lara.  

### Con los guerrilleros de Levante
El 8 de abril de 1941 Izcaray obtuvo su carta de naturalización mexicana y, posteriormente, su pasaporte mexicano. Tres años más tarde, en 1944, y con la misión de fortalecer la lucha guerrillera antifranquista en España, se embarcó en el vapor Cabo de Hornos en Buenos Aires con dirección a Lisboa, adonde llega el 31 de diciembre. Con los documentos de otro camarada, entró clandestinamente en España por los montes de Galicia y, evitando permanecer en Madrid, donde podrían reconocerlo, se unió a los guerrilleros de la zona del Levante español. Relató sus experiencias  en una serie de reportajes publicados por Mundo Obrero, Ce Soir, Alger Républicain, Regards, L’Operaio Italiano y España Popular, antes de recogerlos en dos volúmenes, Las guerrillas de Levante (1948) y Treinta días con los guerrilleros de Levante (1951). 

### Exilio en Francia
Izcaray abandonó de nuevo España en 1946, para instalarse finalmente en París. Allí dirigió Mundo Obrero, reseñó obras de autores españoles coetáneos para revistas como Nuestra Bandera, Cuadernos de Cultura, Nuestras Ideas, Europe, Realidad, e inició su dedicación a la literatura. Sus cuentos y novelas se traducirán al francés, italiano, alemán, búlgaro, holandés, checo, polaco, húngaro, chino, ruso: Martyre des femmes d´Espagne (1948), La hondonada (1961), Noche adelante (Novelas breves y cuentos) (1962), Las ruinas de la muralla, Madame García, tras los cristales,y su proyectada tetralogía ―una mezcla de ficción y memorias― El río hacia el mar, de la que publicó sólo dos novelas  ―Un muchacho en la Puerta del Sol (1978), Cuando estallaron los volcanes (1979)―, y dejó inacabado un borrador de la que sería la tercera, Puente de sangre.

### Regreso a España
Aunque entró y salió ilegalmente en varias ocasiones durante su exilio en Francia, su regreso oficial a España tuvo lugar el 14 de noviembre de 1976.Izcaray y su esposa, Marcela Santandreu, Flora, se establecieron en Madrid, donde el escritor siguió firmando artículos para diferentes periódicos de ámbito nacional, ideando nuevas novelas y gestionando la publicación o reedición de algunas de sus obras en España.

### Muerte
Justo Jesús Izcaray Cebriano muere a las 00:40 del 10 de enero de 1980, en la desaparecida clínica madrileña Nuestra Señora de Loreto, a causa de una trombosis cerebral.

## Premios
Premio Nacional de Literatura, 1938 (España, zona republicana).

## Obras
Ensayo
- 1935 – El socialismo español después de octubre (Posición de líderes y masas). Con Nicolás Escanilla.

Biografías
- 1948 – Héroes de España: Casto García Roza
- 1949 – Quien tenga honra que me siga (Manuela Sánchez, la heroína de Carres)

Crónicas y reportajes
- 1937 – Crónicas de la guerra (Recopilación de artículos periodísticos)
- 1938 – Madrid es nuestro (60 crónicas de su defensa).  Con Clemente Cimorra, Mariano Perla y Eduardo de Ontañón. Premio Nacional de Literatura, España zona republicana, 1938.
- 1948 – Las guerrillas de Levante
- 1951 – Treinta días con los guerrilleros de Levante
- 1962 – Reportaje en Cuba
- 1978 – La guerra que yo viví

Novelas
- 1948 – Martyre des femmes d’Espagne
- 1961 – La hondonada
- 1962 – Noche adelante (Novelas breves y cuentos)
- 1965 –Las ruinas de la muralla
- 1968 – Madame García, tras los cristales
- 1973 – Un muchacho en la Puerta del Sol
- 1978 – Cuando estallaron los volcanes